# Раджаури
Раджаури — город и техсил в округе Раджоури в Джамму и Кашмире, Индия. В древности этот город назывался Раджапури/Раджапура. Город долгое время был в округе Пунч, но 1 января 1968 был выделен в отдельный округ.

## История

### Древность
В древности назывался Раджапура, и был известен. В Махабхарате упомянут, и в сообщениях 7 века китайского путешественника Сюаньцзана, что Раджаури, Пунч и Абхисара были землямиреспублики камбоджей в эпические времена. В эпосе Раджаури назывался Раджапурам и был метрополией камбоджей: Карна-Раджапурам-гатва-Камбоджах-нирджитастава.
Исторические сведения показывают, что в IV веке до н. э. на северо-западе Индии действительно существовало феодальное государство в Раджаури со столицей в Абхисаре. Во время вторжения Александра, Раджоури был на вершине своей славы. В период Маурьев, город был большим торговым центром. Раджаури упоминается в путешествии китайского путешественника Сюаньцзана, который посетил город в 632 н. э. и описал его как часть Кашмира. Чуть позже, в районе Лахаркота Пунч и Раджаури превратились в два мощных государств этого региона. Только при моголах раджа Раджаури принял ислам.
Аль-Беруни посетил округ при Султане Масуде (сыне Мехмуда) в 1036 A.D. В своей книге «Индия» он назвал Раджаури — Раджа Вари. Сривар, автор 'Радж Тирангини', писавший при Султане Зайн-уль-Абдине, также назвал город Раджа Вари. Праджа Бхат писатель 16 века назвал город Радж-вар. Мирза Зафарулла Хан автор ‘Тарикх Раджган-и-Раджоур’ сообщает, что раньше город назывался Радж-Авар потом назывался Раджоур и Раджоури, хотя старики в деревнях до сих пор говорят Раджоур.

### Династия Паулидов
Согласно Раджтирангини калханскому, Раджоури стал независимым княжеством около 1003 года. Первым правителем был Раджа Принхив Паул. С 1033 по 1194 его потомки правили княжеством. Были Раджа Притхивапул, Раджа Джанки Паул (1035), Раджа Санграм Паул (1063), Раджа Сом Паул (1101), Баху Паул (1113) и Амна Паул (1194). Раджа Притхиви Паул был разбит на перевале Пир-Панчал войсками султана Мехмуда в 1021 году. Раджа Санграм Паул защищал княжество, когда Раджа Хараш кашмирский атаковал княжество в 1089 году. Санграм сражался очень храбро и Хараш возвратил захваченные земли.

### ДинастияДжарралидов
Согласно ‘Тарикх Раджган-и-Раджоур: Нур-уд-Дин переехал из Пенджаба в Раджоури. Раджа Амна Паул был убит во время мятежа и Нур-уд-Дин был провозглашён раджой. Так Раджа Нур-уд-Дин стал основателем династии Джаррал — мусульман правивших Раджоури с 1194 по 21 октября 1846.
1. Нур-уд-Дин (1194)
2. Навар-хан (1252)
3. Сарда-хан (1289)
4. Шах-уд-Дин (1412)
5. Маст Вали-хан (1565)
6. Тадж-уд-Дин (1604)
7. Анаят Уллах-хан (1648)
8. Азмат Уллах-хан (1683)
9. Иззат Уллах-хан (1762)
10. Карам Уллах-хан (1676)
11. Аггар Уллах-хан (1808)
12. Рахим Уллах-хан (1819-21 октября 1846)

Джарралиды построили много заданий в княжестве и считались веротерпимыми правителями, хотя иногда воевали с соседними сикхскими владениями.
В 1846 по амритсарскому договору Джамму и Кашмир был передан Гулаб Сингху. Княжество было упразднено и вместо Раджоури названо Рамур. В 1968 году был образован округ Раджоури.

## День Раджаури
«День Раджаури» отмечается 13 апреля в память о героях отдавших свои жизни для освобождения Раджаури от вторгнувшихся пакистанцев в 1948.

## География
Координаты Раджаури: 33°23′ с. ш. 74°18′ в. д.. Его центр находится на высоте 915 метров над уровнем моря.

## Демография
- Население (2001):20874
  - Мужчин 58 %
  - Женщин 42 %.
- Грамотность: 77 % (средний по стране 59,5 %)
  - Грамотных мужчин: 83 %,
  - Грамотных женщин: 68 %.
- Прирост: 12 % моложе 6 лет.
- Национальности: Гуджары, Догра и Пахари.
- Религии: мусульмане 60 %, индуисты 37 %, сикхи 2,4 %[8].

## ОзёраПир-Панджала
За городом, в горах Пир-Панджал на высоте 4000-4200 метров расположено множество озёр. Местные называют озеро «Сар», а горный луг «Марг». Эти озёра могут служить отличным местом для горного туризма. Это больше 27 озёр от Симар Сар до Нандан Сар на площади 900км². Семь озёр большие, остальные маленькие. Каунсар Наг, Бхаг Сар — самые большие. С июня по октябрь по озёрам можно плавать на лодке, потом они замерзают.

### Сукх Сар
Маленькое овальное озеро, первое от Раджоури на север. Лежит на высоте 3000 метров.

### Акал Даршни
Это святое озеро находится в километре от предыдущего. Все Бакарвалы молятся, если проходят мимо него. Форма озера — треугольник, а воды кажутся чёрными. Высота 3000 метров, размеры 300 на 400 метров.

### Нандар Сар
Большое и очень красивое. Это овал больше километра в длину и водами синего цвета. До озера добраться нелегко, так как надо достигнуть водораздела на высоте 3500 метров. Из озеро в долину спускается ручей Джэйди Мардж.

### Чандан Сар
В 30 минутах ходьбы от предыдущего, такого же размера. Высота 3600 метров.

### Катори Сар
От Чандан Сар, через перевал Бархал (3650), дорога ведёт снова в окуруг Раджаури и встречает путника голубыми водами Катори. Оно неправильной формы на высоте 3550 метров.

### Озёра Рави Валли Марг
С Катори Сар, дорога спускается вниз прямо на запад. Четыре озера на этом лугу: Кокар Сар, Нил Сар, Бхагавата Сар и Дин Сар. Высота этого места составляет около 3300 м и является одним из лучших мест для кемпингов на этой высоте. Чтобы приблизиться Чамар Сар нужно достичь Сарота Марг, расположенных вдоль Хамар Нала и провести здесь ночь. Высота: 3300 М.

### Бхаг Сар
Это самое большое озеро на высоте 3700 метров. К этому овальному озеру нелегко пройти без подготовки. Оно закрыто со всех сторон и по нему постоянно плавают льдины. Чтобы попасть на него надо от Чамар Сар идти налево, подняться на ледник в 4000 метров и оттуда спуститься на озеро.

### Дия Сар
Это озеро по дороге от Сарота Марг, оно лежит западнее Чамар Сар. «Дия» в Индии называют лампаду, которую ставят на землю, озеро похоже очертаниями на лампаду, поэтому и названо «Дия Сар». Оно 1000 метров в длину и находится на высоте 3,600 метров.

### Падьяран Сар (I и II)
Чтобы пройти к этим озёрам, нужно взобраться на утёс Дия Сар Гали на высоту 3 800 метров. Потом войти в знаменитый Рупарский проход и попасть на водосборное плато. Чуть ниже Дия Сар Гали, на высоте 3 400 метров лежат два озера-близнеца Падьяран Сар. Озёра имеют форму фасолин. Падьяран I немного больше, чем Падьяран II. Большую часть года они занесены снегом. Пастушеские племена бакервалы из Тарьята, татапани, кхавы, метка, могхла, канди, бакори, и будхалы иногда идут через Рупарский проход, чтобы спуститься в Кашмирскую долину.

### Катори Сар на Бела Марг
Это озеро лежит на лугу Бела и имеет форму блюдца. Оно лежит на высоте 3000 метров, очень мало, так как образовано талыми водами и к концу сентября пересыхает.

### Гум Сар
Это маленькое озеро лежит у подножья пика Дхакьяр на высоте 3 600 метров. Дхакьяр — пирамидальная гора высотой 4 660 метров.

### Самот Сар
Находится севернее Бадджари Марг, на высоте 3 550 метров. Это овальное озеро километр длиной. Самот Сар ближайшие озеро с будхальской стороны (1800 метров). От будхала дорога занимает 4 часа. В Будхал можно попасть по дороге из Раджаури.
От этого озера можно пойти дальше обходным путём через Сарота Марг-Бехрамэлас — водопад Нури Чанб. На обратном пути лежат озёра Нил Сар, Катория Сар, Сукх Сар, Кал Дачихни, Нандан Сар и Гум Сар.

## Могольская дорога
Старая могольская дорога XVI века проходила через этот город.